# Palazzo Serristori (Roma)

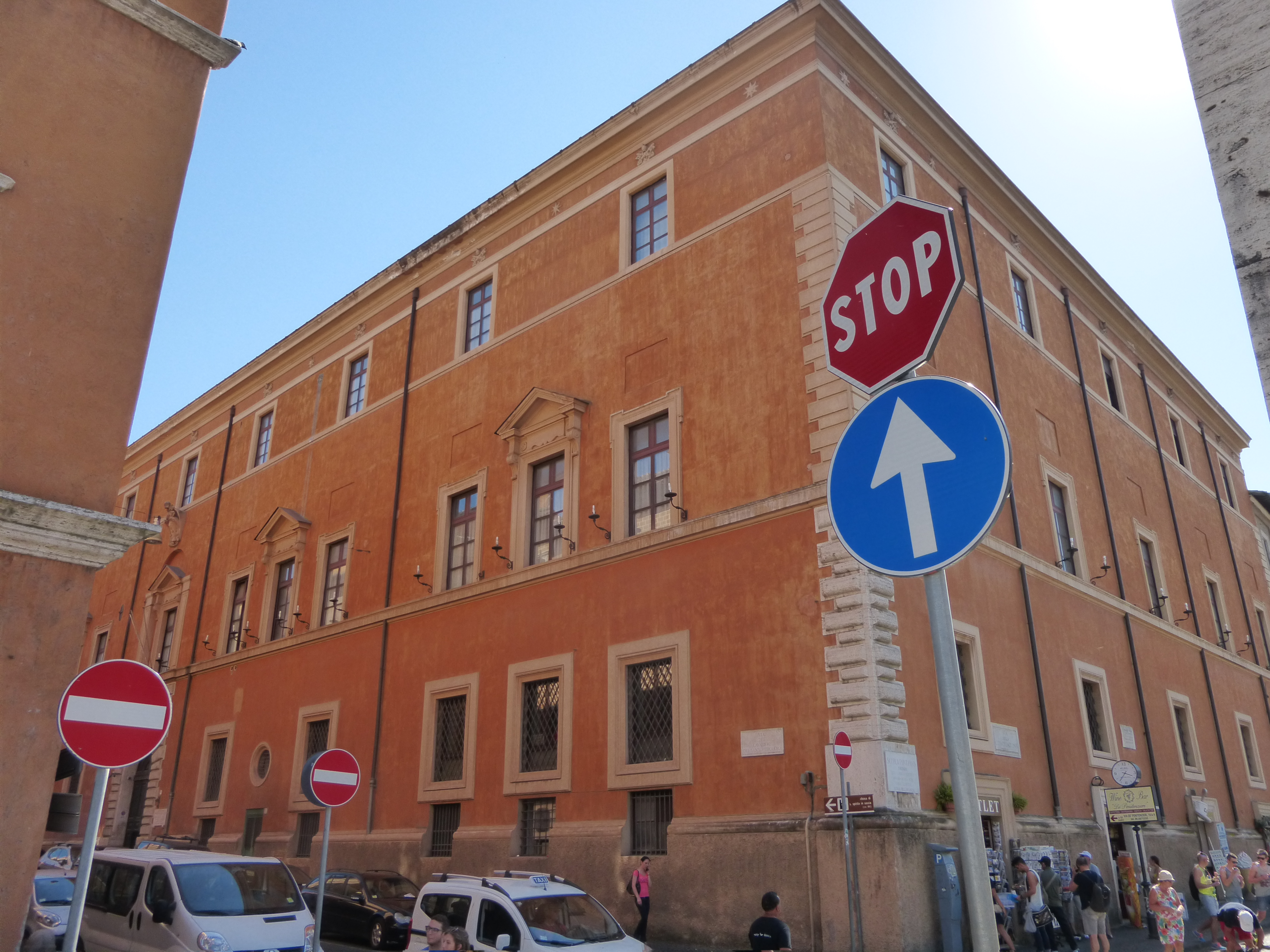
Vista do palácio.

Palazzo Serristori é um palácio renascentista de Roma, importante várias razões históricas e arquitetônicas. É um dos poucos edifícios renascentistas do rione Borgo a ter sobrevivido à demolição da Spina di Borgo, a porção central do bairro, para a construção da monumental Via della Conciliazione, a grande avenida que liga a Cidade do Vaticano ao centro de Roma.

## Localização
O palácio está localizado entre a Via della Conciliazione e a via Borgo Santo Spirito, com a fachada principal de frente para o leste ao longo da Via dei Cavalieri del Santo Sepolcro e de frente para o Palazzo della Rovere, a leste do Palazzo Cesi-Armellini, dois outros extraordinários edifícios renascentistas sobreviventes.

## História
No final do século XV ficava no local um pequeno palácio de César Bórgia, um dos filhos do papa Alexandre VI (r. 1492–1503). Mais tarde, o edifício passou para o cadeal Bartolomeo Della Rovere, um feroz adversário da família Bórgia. Em 1565, este edifício foi demolido e um novo palácio foi construído por Averardo Serristori, embaixador do grão-duque da Toscana Cosimo I de' Medici na corte do papa Pio IV (r. 1559–65). O edifício tornou-se a sede da embaixada da Toscana antes dela se mudar pra o Palazzo Firenze, no rione Campo Marzio, e permaneceu propriedade da família Serristori até 1821.

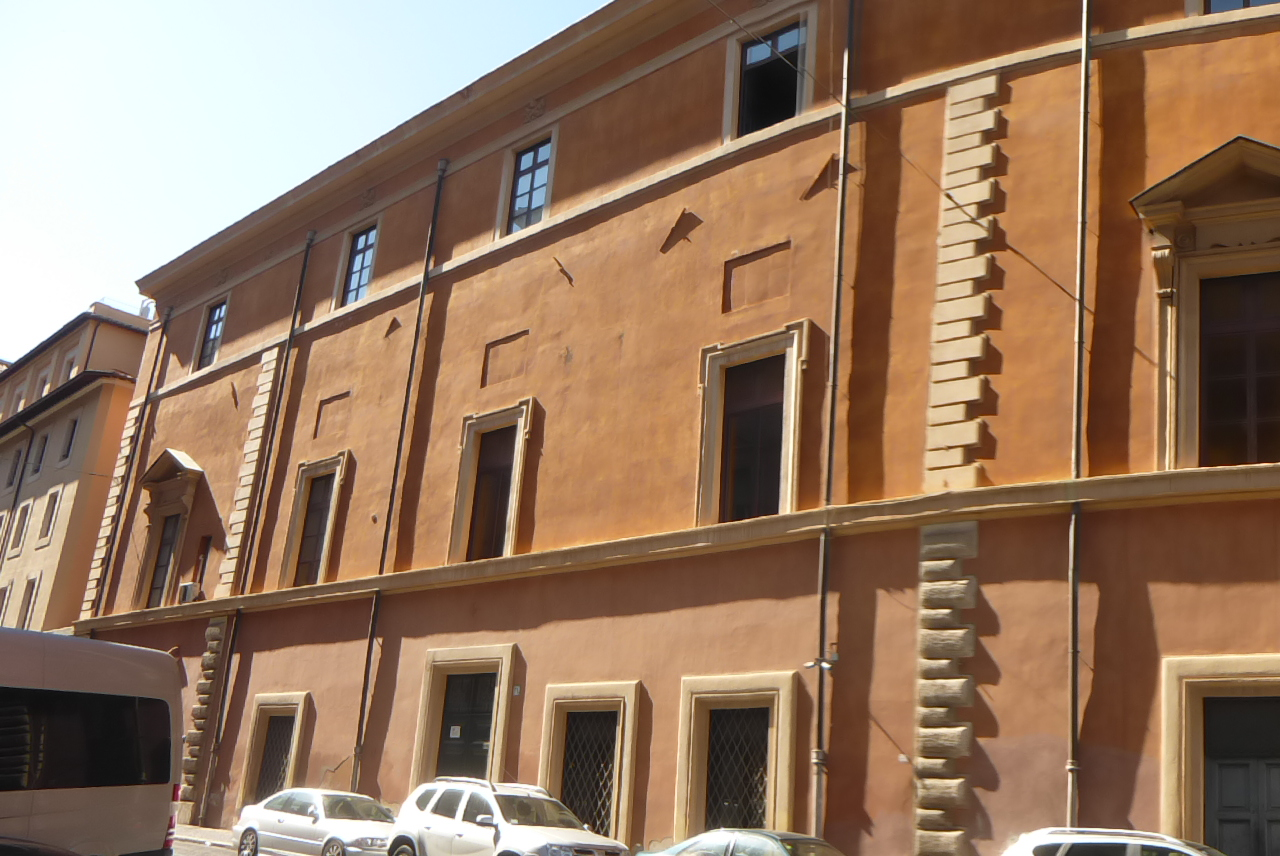
Fachada no Borgo Santo Spirito.

Neste ano, a Câmara Apostólica adquiriu o palácio e o transformou no alojamento dos zouaves papais. Em 1867, na véspera dos acontecimentos que levaram à Batalha de Mentana, Giuseppe Monti e Gaetano Tognetti, dois revolucionários que lutaram pela anexação de Roma ao Reino da Itália, colocaram uma mina num depósito embaixo do palácio. Ela explodiu em 22 de outubro de 1867, destruindo uma ala inteira do edifício e matando 23 zouaves (nove deles italianos, membros da banda musical da unidade e soldados em serviço ou sob punição) e quatro civis. Os dois revolucionários foram capturados, sentenciados à morte e executados um ano depois.
Depois de 1870, o ano da anexação de Roma à Itália, o edifício se tornou um alojamento (em italiano:  Caserma) dos Bersaglieri, primeiro com o nome de "Caserma Serristori" e, depois de 1904, "Caserma Luciano Manara", uma homenagem a Luciano Manara, um herói da República Romana de 1849. Em 1920, o palácio foi novamente transformado em residência. Sete anos depois, o edifício que abrigava a Scuola Pontificia Pio IX, fundado pelo papa Pio IX (r. 1846–78) em 1859, que ficava na Piazza Pia (na entrada do Borgo, perto do Tibre) e liderado pelos "Irmãos da Misericórdia de Nossa Senhora do Perpétuo Socorro", teve que ser demolido para que a praça pudesse ser ampliada. Em 1929, já nos termos do Tratado de Latrão, a Santa Sé conseguiu reassumir a posse do Palazzo Serristori e a escola se mudou para lá, com a ajuda financeira do papa Pio XI e da cidade de Roma. O palácio foi modificado pelo arquiteto Alberto Calza Bini para adaptá-lo para esta nova função. Em 2015, a escola ainda era uma das mais importantes da cidade, abrigando cerca de mil estudantes primários e secundários (scuola media), do Liceo Classico e do Liceo Scientifico. Da escola também depende a sociedade desportiva "Fortitude 1908", uma das mais tradicionais de Roma, cujo departamento de futebol (cujos membros eram chamados de "leões do Borgo") se fundiu com dois outros clubes em 1927 para formar a A.S. Roma, e a "Filodrammatica Roma", uma sociedade de teatro amador frequentada por alguns dos melhores atores italianos do século XX, como Renato Rascel, Amedeo Nazzari e Andreina Pagnani.

## Descrição
O edifício, segundo uma descrição da época do papa Clemente VIII (r. 1592–1605), tinha uma fachada com nove janelas de largura, um pátio, 50 pés romanos de comprimento e 85 de largura (c. 15 x 25 metros). A fachada principal tinha janelas quadradas e, no centro, um portal emoldurado por uma rusticação. O motivo das "Chaves do Céu" são repetidos por toda a cornija. Sobre o portal está localizada uma janela emoldurada por duas lesenas encimadas por um pedimento triangular. Acima dela está um escudo com o brasão do papa Pio XI (r. 1922–39). Originalmente havia, acima do portal, uma inscrição em latim sobre Averardo Serristori, atualmente na fachada da Via della Conciliazione. Uma nova inscrição, que diz "AD CHRISTIANAM PUERORUM UTILITATE" ("Pelo benefício cristão das crianças"), originário da escola original na Piazza Pia, perto do Castel Sant'Angelo, foi colocada no seu lugar.

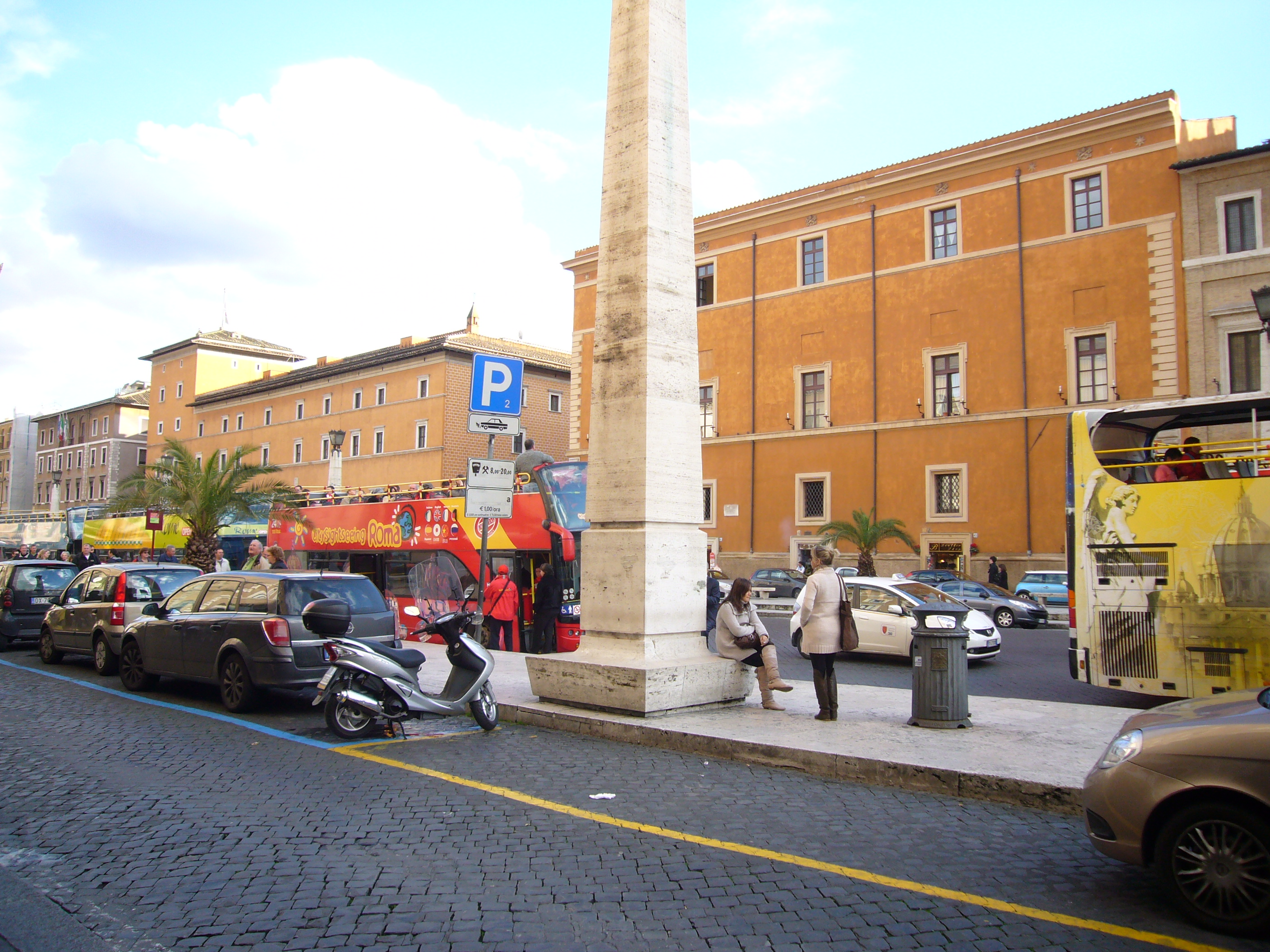
Fachada na Via della Conciliazione (direita). À esquerda, o Palazzo dei Penitenzieri.

Internamente, o palácio ainda mantém o grande pátio original renascentista, com um lógia com arcos apoiados em pilares e uma galeria aberta, também arcada. Uma fonte, originalmente localizada no centro do pátio, foi remontada perto de seu lado oeste. Acima parede vizinha foi instalada uma inscrição em latim elogiando o papa Pio XI. O interior do edifício ainda revel restos dos afrescos de temas militares e patrióticos pintados depois de 1870. O palácio inclui também uma capela dedicada à Nossa Senhora das Mercês. Ela tem uma planta retangular terminada numa janela paladiana que leva a um coro coberto por uma abóbada de aresta. A capela está decorada por afrescos pintados em 1934 por Fra Aureliano Scaffoletti. O altar do século XIX veio da escola destruída na Piazza Pia e é encimado por uma representação de Nossa Senhora das Mercês flanqueada por dois anjos.